# Fiio
Les FiiO sont une ligne de lecteurs de musique conçus et fabriqués par la société Chinoise FiiO Electronics Technology.

## Modèles
- Tous les modèles prennent en charge des fichiers audio échantillonné jusqu'à 192 kHz / 24 bits.
- Tous les modèles prennent en charge les formats audio sans perte FLAC, ALAC, Monkey's audio (APE), WMA Lossless et WAV.
- Tous les modèles prennent en charge les formats audio compressés AAC, MP3, Ogg Vorbis et WMA.
- Tous les modèles offrent une lecture gapless et prennent une gestion equalizer matérielle.

|                                  | X1                                         | X3                                                  | X3 (2nd gen)                                                     | X3 (3rd gen)                                                                      | X5                                                 |
| -------------------------------- | ------------------------------------------ | --------------------------------------------------- | ---------------------------------------------------------------- | --------------------------------------------------------------------------------- | -------------------------------------------------- |
| Lancement                        | Fin 2014                                   | Eté 2013                                            | 2015                                                             | 2017                                                                              | Début 2014                                         |
| Prix de vente au lancement (USD) | 99 $                                       | 299 $                                               | 199 $                                                            | 199 $                                                                             | 350 $                                              |
| Écran                            | TFT LCD 240×320                            | TFT LCD 320×240                                     | TFT LCD 320×240                                                  | TFT LCD 320×240                                                                   | IPS 400×360                                        |
| SoC                              | Ingenic JZ4760B Xburst1 (MIPS32)           | Ingenic JZ4760B Xburst1 (MIPS32)                    | Ingenic JZ4760B Xburst1 (MIPS32)                                 | Ingenic JZ4760B Xburst1 (MIPS32)                                                  | Ingenic JZ4760B Xburst1 (MIPS32)                   |
| RAM                              | 64 MB                                      | 128 MB                                              | ?                                                                | ?                                                                                 | ?                                                  |
| Mémoire interne                  | 128 MB uniquement pour le système          | 8 GB                                                | Sans                                                             | Sans                                                                              | ?                                                  |
| microSD (SD, SDHC, SDXC) slots   | Une                                        | Une                                                 | Une                                                              | Une                                                                               | Deux                                               |
| Capacité de la batterie          | 1700 mAh                                   | 3100 mAh                                            | 2600 mAh                                                         | 2350 mAh                                                                          | 3700 mAh                                           |
| DAC                              | TI PCM5142                                 | Wolfson WM8740                                      | Cirrus Logic CS4398                                              | TI PCM5242 x2                                                                     | TI PCM1792A                                        |
| Sorties Audio                    | Simple 3,5 mm jack, casque ou sortie ligne | Trois 3,5 mm jacks: Casque, sortie ligne, numérique | Deux 3,5 mm jacks, casque, partagée entre sortie ligne/numérique | Un Jack 3,5 mm: Casque, sortie ligne, numérique Un Jack 2,5 mm: Sortie symétrique | Trois 3,5 mm jacks: headphone, line-level, digital |
| Utilisation DAC USB              | Non                                        | Oui                                                 | Oui                                                              | Oui                                                                               | Oui                                                |
| Bluetooth                        | Non                                        | Non                                                 | Non                                                              | Oui 4.1 (Non aptX)                                                                | Non                                                |
| Support DSD                      | Non                                        | Oui (logicielle)                                    | Oui (matériel : DSD64)                                           | Oui (matériel : DSD64)                                                            | Oui                                                |
| Dimensions                       | 96,7 × 57,7 × 14,1 mm                      | 55 × 109 × 16 mm                                    | 96,7 × 57,7 × 16,1 mm                                            | 114 × 59 × 12,8 mm                                                                | 67,6 × 114 × 15,6 mm                               |
| Poids                            | 106 g                                      | 122 g                                               | 135 g                                                            | 126 g                                                                             | 195 g                                              |

## Réception

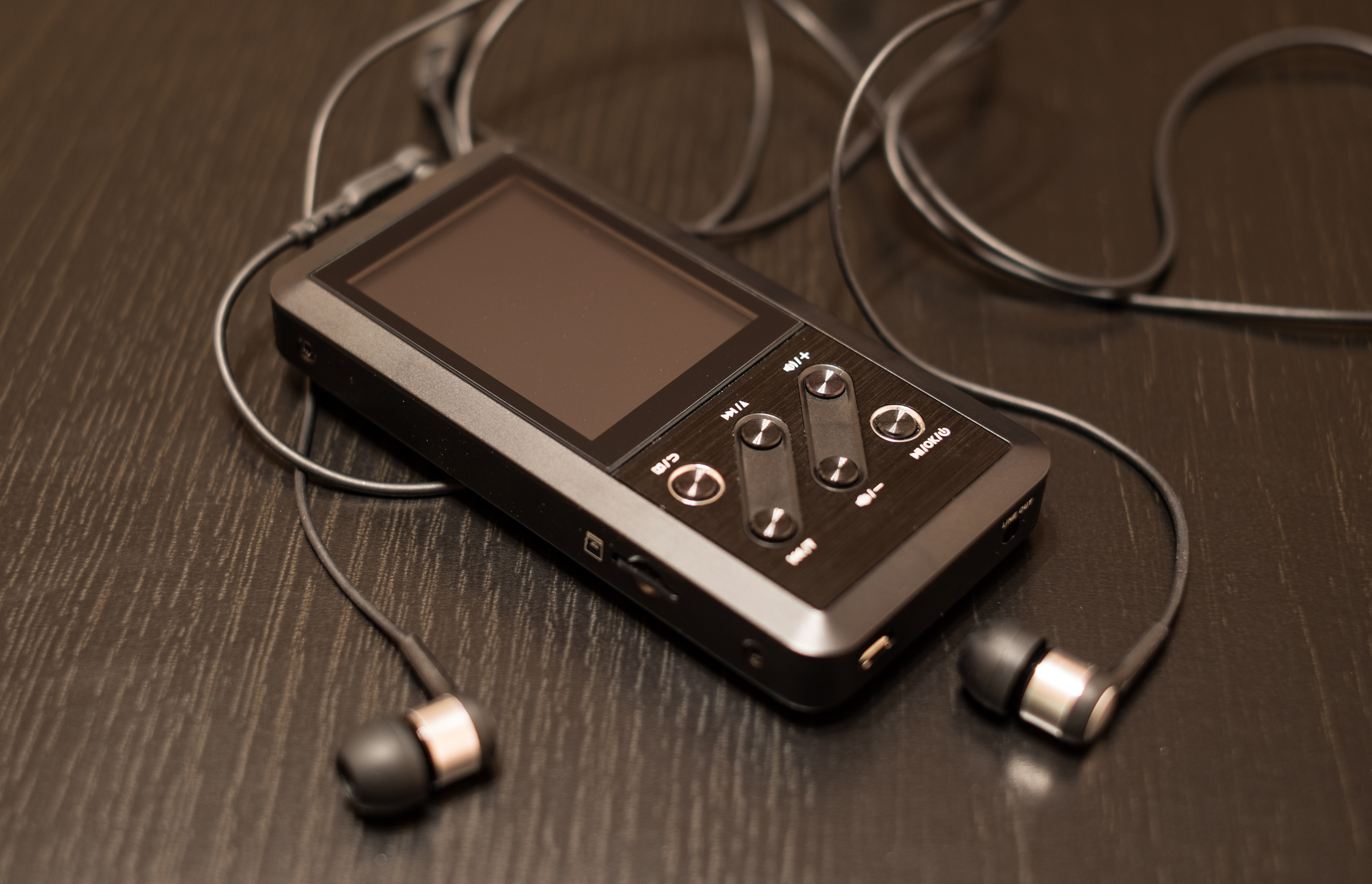
FiiO X3 avec un casque

Lors de la revue du FiiO X3 dans le LA Time le critique Mak Swed conclu que c'ést la meilleure alternative à un iPod. Swed note que le X3 utilise le même convertisseur  numérique-analogique que l'on retrouve dans beaucoup d'appareils de gamme supérieur , tels que les Astell & Kern, modèles qui sont vendus entre 699 $ et 1 299 $. Dans son test, il note que le  FiiO X3 n'a pas le son doux et ouvert des A&K, mais qu'ill peut être acheté pour environ 200 $ en avril 2013.
Steve Guttenberg de CNET compare le FiiO X5 avec l'Apple iPod Classic et le PonoPlayer (pas encore disponible au public).  Il a trouvé que l'iPod semblait vague et flou à côté du X5 lors de la lecture de fichiers ALAC identiques. Le test a également révélé que le PonoPlayer exploite moins de formats que le lecteurs FiiO de la série X, mais coûte plus cher que le X3,.
Un test du X3 dans Hi-Fi World note que le son et l'amplification sont bons, mais ajoueé que l'interface est "moins intuitive" et "inélégante". La conclusion a été: "Un bon produit d'entrée pour la musique numérique haute-définition."

## X1
Le X1 dispose des boutons physiques et une roue qui "clique" lors de la rotation. Chaque "clic" de la roue déplace l'élément sélectionné vers le haut ou vers le bas. Il y a trois boutons sur le côté de l'appareil, l'un est utilisé pour allumer/éteindre l'appareil et le mettre en mode veille, tandis que les deux autres sont pour le volume. En outre, en mode veille et en lisant un fichier, les boutons de volume  haut/bas peuvent être utilisés pour naviguer d'une chanson à l'autre dans l'album sélectionné ou la liste de lecture.